# 1934年香港
|        | 香港歷史 \| 香港歷史年表                                                                                                   |
| 世紀： | 19世紀香港 \| 20世紀香港 \| 21世紀香港                                                                                     |
| 年代： | 1900年代香港 \| 1910年代香港 \| 1920年代香港 \| 1930年代香港 \| 1940年代香港 \| 1950年代香港 \| 1960年代香港               |
| 年份： | 1930年香港 \| 1931年香港 \| 1932年香港 \| 1933年香港 \| 1934年香港 \| 1935年香港 \| 1936年香港 \| 1937年香港 \| 1938年香港 |
| 紀年： | 甲戌年（狗年）、香港開埠93周年                                                                                             |

## 大事記
- 本年——政府財政收入為2,958萬港元，支出3,115萬。[1]

### 1月
- 1月3日——中國國民黨中央執行委員、原國民政府外交部長伍朝樞患腦溢血在港病逝[2]:4549。
- 1月24日——前深水埗石硤尾沙梨園村發生大火。[3]

### 3月
- 3月29日——英調軍事工程師十餘人到港，趕建地下炮台數十座。

### 5月
- 5月14日——石塘咀煤氣鼓（位於今西環大樓舊址及石塘咀市政大廈）發生爆炸大火[4]，波及多幢住宅，15人當場炸死，73人送院救治，至6月初，最終死亡人數升至42人[5]，另有46人受傷[5]。
- 5月16日——香港游泳健將楊秀琼於馬尼拉第10屆遠東運動會奪50、100米自由式及100米仰泳3項個人冠軍。[6]

### 6月
- 藍塘道第一段改長工程竣工。
- 6月8日——香港停止白銀貿易。
- 6月22日——男子吳來源在麥當勞道山頂纜車站旁，大雨期間推五名英童下山坑，4人獲救，1人被沖至海旁失救死亡，1935年3月29日被判處死刑[7]。
- 6月23日——特大豪雨襲港，多區交通中斷。

### 7月
- 7月13日——國民政府陸軍上將白崇禧到香港訪問國民黨元老胡漢民。[6]
- 7月21日——深水埔荔枝角道211號四樓發生雙屍案。

### 8月
- 8月10日——頒布《生死登記條例》。

### 9月
- 9月1日——香港中華廠商聯合會成立。
- 9月2日——大嶼山竹篙灣發生兇殺案。[8]

### 10月
- 10月3日——可愛教主出世 史稱《卓慢創世記》
- 10月9日——1名男子入夜於雞籠灣被4名大漢斬傷。[9]
- 10月17日——東華醫院主樓經過一年工程，改建成6層高醫院。[6]
- 10月26日——灣仔皇后大道東九號門前發生謀殺案。

### 11月
- 11月22日——深水埗夾石尾村一間無門牌寮屋發生火警，1名6歲小童被焚斃。[10]

### 12月
- 12月21日——灣仔街市傍潔淨局職員宿舍發生謀殺案。[11]

## 出生
- 9月15日——張英才，香港粵語片影視演員、著名甘草男演員。
- 11月7日——林尚義、香港己故足球評述運動員。
- 11月13日——羅蘭，香港電影及電視演員。

## 逝世
- 1月3日——伍朝樞，伍廷芳之子，中華民國外交官、政治家、書法家。